# 일상 언어 철학
일상 언어 철학은 전통적인 철학의 문제들은 철학자가 매일 쓰이고 있는 낱말의 의미를 잊어버리거나 잘못 적용하는 오해에서 비롯된 것이라고 보는 철학 학파이다.
일상언어철학은 철학적 문제를 철학자들이 일상 용도에서 실제로 어떤 말이 무엇을 의미하는지 왜곡하거나 잊어버림으로써 전개되는 오해들에 뿌리를 두고 있다고 보는 철학적 방법론이다. “이러한 관점에서, ‘철학적’ 언어의 사용은, 그들이 해결하려는 철학적 문제들을 창조해낸다. 일상언어철학은 논리실증주의와 밀접한 언어 철학의 한 분야이다.  
일상 언어 철학은 특히 철학 "이론"에 쓰이는 언어들을 "일상 언어"의 입장에서 비판적으로 접근한다. 
이러한 접근방식은 일반적으로 일상 언어의 사용의 세부사항에 세심한 주의를 기울이기 위해 철학적 "이론"을 회피하는 것을 포함한다. 그것은 때때로 Ludwig Wittgenstein과 20세기 중반의 여러 철학자들의 후기 작품들과 연관되어 있는데, 이 두 가지 모두 조직적인 "학교"라고 묘사할 수 없는 두 가지 주요 그룹으로 나눌 수 있다. 초기 단계에서 Cambridge 대학의 Wittgenstein과 동시대인 노먼 말콤(Norman Malcom), 앨리스 암브로즈(Alice Ambrose), 프리드리히 와이스만(Friedrich Waismann), 오에츠 콜 부스마(Oets Kolk Bouwsma), 모리스 라제로위츠(Morris Lazerowitz) 등은 평범한 언어 철학으로 인식되는 아이디어를 개발하기 시작했다. 이러한 사상때때로 "옥스퍼드 철학"이라 불리는데 이 학파의 사상이 대부분 20세기 중반 옥스퍼드 대학교의 철학 교수였던 존 랭쇼 오스틴, 길버트 라일, H. L. A. 하트, 피터 스트로슨과 같은 학자들에 의해 발전되었기 때문이다. 루트비히 비트겐슈타인이후 일상 언어 철학은 옥스퍼드를 넘어 외부의 주목을 받게 되었다. 이후 일상 언어 철학을 연구한 학자로는 스탠리 카벨, 존 설 등이 있다.
비트겐슈타인을 연구하는 옥스퍼드의 안소니 클리포드 글래이링은 그의 저서 《비트겐슈타인》에서 20세기 중반 이후의 언어 철학의 성과 가운데 3분의 2는 비트겐슈타인의 작업에 바탕을 두고 있다고 쓰고 있다. 그래일링은 "사실 일상 언어 학파의 중요 학자들은 모두 비트겐슈타인의 후기 사상을 기반으로 하였다"고 기록하였다.
일상 언어 철학이란 이름은 비트겐슈타인의 초기 사상인 분석 철학에서 다루어지는 이상적인 언어 분석에 대비하여 붙여진 것이다. 일상 언어 철학은 1930년에서부터 1970년까지 활발히 연구되었으며 오늘날에도 중요한 철학 학파로서 자리잡고 있다.

## 역사

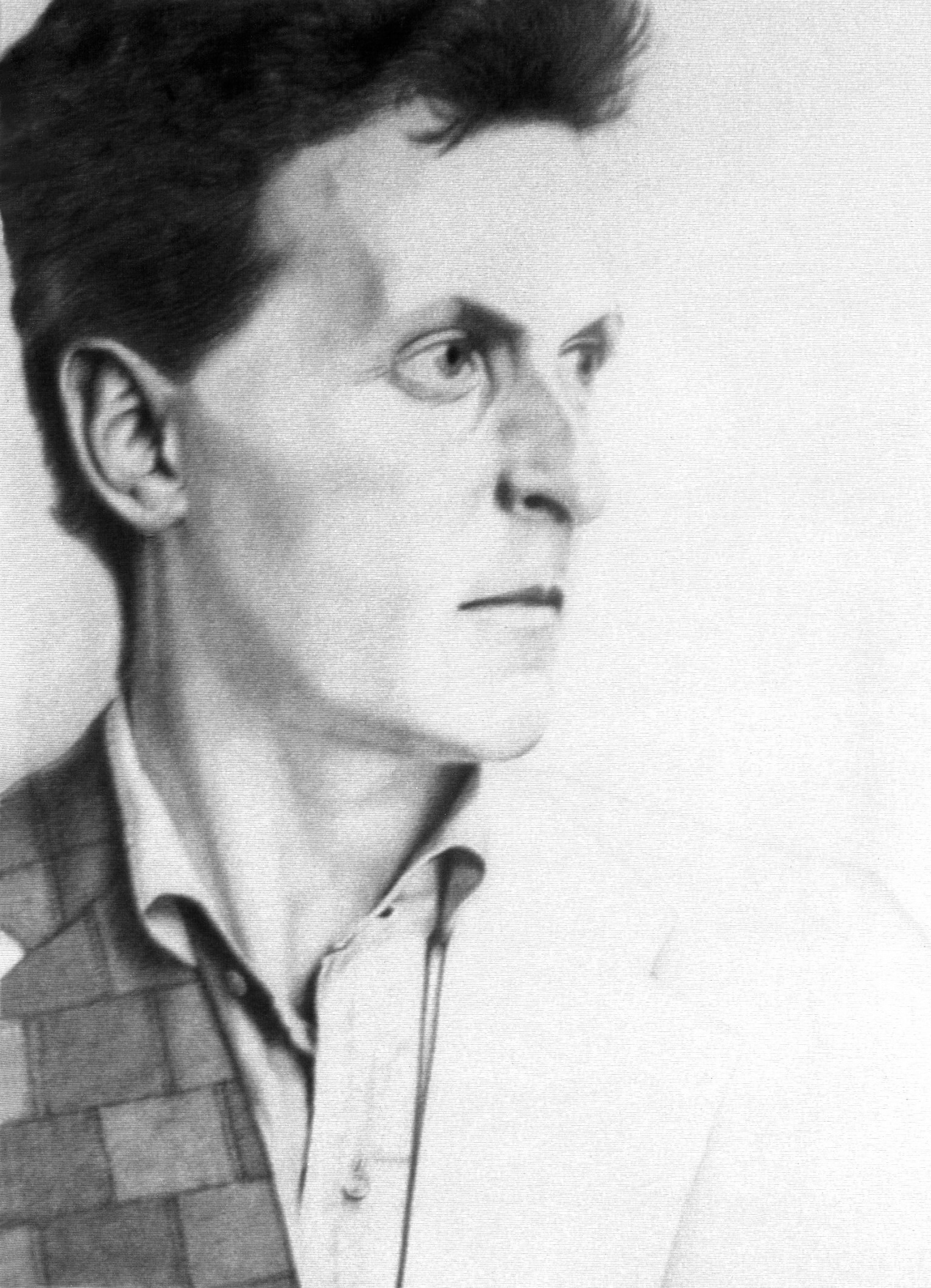
비트겐슈타인의 초상

초기 분석 철학자들은 일상 언어에 대해 긍정적이지 않았다. 버트란드 러셀은 언어를 작은 단위의 철학적 기호로 분해하였으며, 일상 언어는 수학이나 인식론적인 문제의 해결에는 혼란만 가중한다고 생각하였다. 고틀로프 프레게와 같은 빈 학파들, 특히 루돌프 카르나프와 젊은 시절의 비트겐슈타인, 그리고 윌러드 밴 오먼 콰인 등은 근대 논리학에 입각하여 사상을 전개하였다. 비트겐슈타인은 《논리 철학 논고》에서 철학적 문제를 보다 잘 해결하기 위해서는 언어의 모호함에 대한 개혁이 필요하다는 러셀의 말에 동의하고 있다.
이에 반해, 비트겐슈타인은 후기에 이르러 "매일 사용되는 언어를 바탕으로 철학을 성찰하여야 한다."고 생각하였다. 비트겐슈타인이 1930년에 기록하였으나 발표하지 않은 글에는 "일상 언어에는 잘못된 점이 없으며, 오히려 대다수의 전통적인 철학적 문제가 언어와 관련 주제를 오해한 환상에 지나지 않다"고 적고 있다. 비트겐슈타인의 후기 사상은 이러한 사상이 중심에 자리잡고 있다. 비트겐슈타인은 초기의 분석 철학에 의한 접근을 철회하고, 일상 언어를 바탕으로 철학 문제에 접근하여, 문제를 해결하려고 들게 아니라 분해하여야 한다고 제안하였다.
일상 언어 철학은 1940년대 오스틴과 길버트 라일 등이 중심이 되어 옥스퍼드 대학교에서 발전하였으며 1960년대에서 1970년대 사이에 다른 지역으로 널리 전파되었다.

## 중심 사상
후대의 비트겐슈타인은 언어의 의미는 그들의 사용에 있다고 보았고, 이 때문에 철학자들이 추상화하는 과정에서 덫에 빠진다고 주장하였다. 여기서부터 철학은 일상 속에서 사용하는 문맥에서 벗어난 단어를 사용하려 함으로써 문제를 일으켰다는 주장이 나왔다. 예를 들어, "understanding(이해)"는 당신이 이해했음을 의미한다. "knowledge(지식)"은 당신이 알고있음을 의미한다. 요점은, 적어도 암묵적으로 '이해'나 '지식'이 무엇인지 이미 알고 있다는 것이다. 철학자들은 이러한 용어에 대해 새로운 정의를 세우는 것은 잘못 고안했는데, 이것은 그저 재정의된 것에 불과하며, 그 주장은 자기 참조적인 허튼소리로 받아들여질 수 있기 때문이다. 오히려 철학자들은 앞선 재정의를 강요하기보다는 단어가 이미 지닌 의미에 대해 탐구해야한다. 
그 논쟁은 사실이란 무엇인가 또는 의식이 무엇인가와 같은 질문에 평범한 언어철학자들이 같은 평준화 경향을 적용하면서 시작된다. 일상철학학파들은 우리가 (예를 들어) '진리'가 '사물'이라고 가정할 수 없다고 주장할 것이다. 대신 우리는 '진실'과 '의식'이라는 단어가 실제로 일상 언어에서 쓰이는 다른 방식을 살펴봐야 한다. 연구 끝에 우리는 '진실'이라는 단어가 일치하는 단 하나의 실체가 없다는 것을 발견하게 될 것이다. 비트겐슈타인은 '가족의 유사성'이라는 개념을 통해 이해하려고 시도한다. 따라서 일상 언어철학자들은 반본질주의적인 경향이 있다. 

## 참고 문헌

### 일상 언어 철학의 주요 논문
- J. L. Austin. How to do things with Words, ed. J. O. Urmson and Marina Sbisa. Cambridge, MA: Harvard University Press, 1975.
- -----. "A Plea for Excuses". In Austin, Philosophical Papers, ed. J. O. Urmson & G. J. Warnock. Oxford: Oxford UP, 1961.
- -----. Sense and Sensibilia, ed. G. J. Warnock. Oxford, Oxford University Press, 1962.
- Cavell, Stanley. The Claim of Reason: Wittgenstein, Skepticism, Morality, and Tragedy. New York: Oxford UP, 1959.
- -----. "Must We Mean what We Say?" in Must We Mean what We Say?. Cambridge, Cambridge University Press, 1976.
- Ebersole, Frank. Meaning and Saying. Language and Perception. Things We Know.
- Hanfling, Oswald. Philosophy and Ordinary Language.
- Hart, H.L.A. "The Ascription of Responsibility and Rights". Proceedings of the Aristotelian Society1949.
- Ryle, Gilbert. The Concept of Mind. New York: Barnes and Noble, 1965.
- -----. Dilemmas.
- Strawson, P.F. Individuals: An Essay in Descriptive Metaphysics. Garden City, NY: Doubleday, 1963.
- -----. "On Referring". Reprinted in Meaning and Reference, ed. A.W. Moore. Oxford, Oxford University Press: 1993.
- Wittgenstein, Ludwig. Blue and Brown Books
- -----.Philosophical Investigations, trans. G.E.M. Anscombe. New York: Macmillan, 1953.

## 일상 언어 철학을 소개하는 개론서
- Passmore, John. A Hundred Years of Philosophy, revised edition. New York: Basic Books, 1966. See chapter 18, "Wittgenstein and Ordinary Language Philosophy".
- Soames, Scott. Philosophical Analysis in the Twentieth Century: Volume Two, The Age of Meaning. Princeton, Princeton University Press, 2005.
- Ordinary Language Philosophy: A Reappraisal - edited by Anthony Coleman & Ivan Welty.